# Copa de Corea del Norte
La Copa de Corea del Norte también llamado Campeonato Republicano (Republican Championship) es una competición de copa de fútbol en Corea del Norte. El campeonato se puso en marcha en octubre de 1972. Este campeonato se celebra en entre septiembre a octubre.

## Campeones
- 1972-00: Desconocido
- 2001: 4.25 Sports Club (Nampho)[2]
- 2002–03: Desconocido
- 2004: Rimyongsu Sports Team[3]
- 2005: Desconocido
- 2006: 4.25 Sports Club (Nampho)[4][5]
- 2007: Amnokgang Sports Club[6][7]
- 2008: Amnokgang Sports Club[8]
- 2009: Kyonggongop Sports Team[9]
- 2010: Desconocido
- 2011: 4.25 Sports Club[10]
- 2015: Kyonggongop Sports Team
- 2016: Desconocido